# CH Casco Viejo Bilbao
Der CH Casco Viejo Bilbao war ein spanischer Eishockeyclub aus Bilbao, der von 1975 bis 1986 in der Superliga spielte.  

## Geschichte
Der CH Casco Viejo Bilbao wurde 1975 gegründet und nahm sofort am Spielbetrieb der Superliga, der höchsten spanischen Eishockeyspielklasse, teil. In ihrer ersten Spielzeit erreichte die Mannschaft das Pokalfinale, ein Jahr später gewann sie 1977 erstmals die Spanische Meisterschaft. Diesen Erfolg konnten sie 1978, 1979 und 1981 wiederholen, wobei sie zudem 1978 und 1981 das Double aus Meistertitel und nationalem Pokal gewannen. Vor der Saison 1981/82 änderte der Club seinen Namen in CH Vizcaya Bilbao. Es folgten zwei weitere Meistertitel (1982 und 1983), sowie eine Finalteilnahme an der Copa del Rey (1982).
Bilbao nahm von 1978 bis 1983 insgesamt vier Mal am Europapokal teil. Ihr größter Erfolg auf internationaler Ebene war das Erreichen der zweiten Runde in der Saison 1982/83, nachdem sie CSG Grenoble aus der französischen Ligue Magnus mit 7:2 und 6:4 schlugen. Dies waren bei acht Niederlagen ihre einzigen beiden internationalen Erfolge.
Als das spanische Eishockey 1986 in finanzielle Schwierigkeiten kam, musste auch Bilbao trotz der großen Erfolge auf nationaler Ebene den Spielbetrieb einstellen.

## Erfolge
- Spanischer Meister (6×): 1977, 1978, 1979, 1981, 1982, 1983
- Spanischer Vizemeister: 1980
- Spanischer Pokalsieger (2×): 1978, 1981
- Spanischer Pokalfinalist: 1976, 1982

## Bekannte ehemalige Trainer
- Ștefan Ionescu (1980–1982)
- Louis Chabot